# Solanum crispum
Solanum crispum is een snelgroeiende, kruipende, semi-groenblijvende, tot 5 m hoge plant. De bladeren zijn ovaal en 6–13 cm lang.
De 7,5–15 cm brede bloeiwijzen bestaan uit meerdere bloemen. De bloemen zijn 2,5–3 cm breed, blauwpaars van kleur en bevatten in het midden een gele kegel van meeldraden. De bessen zijn bolvormig, 4–6 mm groot en rijp roomwit van kleur.
Solanum crispum komt van nature voor in Chili en Peru.
In West-Europa kan de plant in de tuin worden gehouden. Hij kan het beste tegen een muur op het westen of het zuiden worden gehouden. De plant doet het goed op kalkgrond. Met snoeien moet worden opgepast omdat de bladeren bij sommige mensen huiduitslag kunnen veroorzaken.
... · 
S. bauerianum · 
S. crispum · 
S. dulcamara (Bitterzoet) · 
S. jasminoides (Klimmende nachtschade) · 
S. lycocarpum · 
S. lycopersicum (Tomaat) · 
S. macrocarpon (Antruwa) · 
S. melongena (Aubergine) · 
S. muricatum (Pepino) · 
S. nigrum (Zwarte nachtschade) · 
S. nigrum subsp. schultesii (Beklierde nachtschade) · 
S. physalifolium (Glansbesnachtschade) · 
S. quitoense (Lulo) · 
S. sodomaeum (Sodomsappel) · 
S. sessiliflorum (Orinoco-appel) · 
S. triflorum (Driebloemige nachtschade) · 
S. tuberosum (Aardappel) · 
S. uporo (Kannibaaltomaat) · 
S. villosum (Donsnachtschade) · 
S. wendlandii (Costa Ricaanse nachtschade) · 
...